# Hooper-Gletscher
Der Hooper-Gletscher ist ein 5 km langer Gletscher auf der Anvers-Insel im Palmer-Archipel vor der Westküste der Antarktischen Halbinsel. Er fließt von einem Bergsattel nördlich des Mount William in die Westseite der Börgen-Bucht.
Der Falkland Islands Dependencies Survey nahm 1955 Vermessungen vor. Das UK Antarctic Place-Names Committee benannte ihn 1957 nach Peter Ralph Hooper (* 1931), leitender Geologe des FIDS auf der Forschungsstation am Arthur Harbour in den Jahren 1955 und 1956.